# Kjell Anneling
Kjell Yngve Anneling (* 20. Mai 1938 in Göteborg) ist ein ehemaliger schwedischer Diplomat, der unter anderem zwischen 1987 und 1990 Botschafter in Neuseeland, von 1993 bis 1997 Botschafter in Norwegen, zwischen 1997 und 2002 Botschafter in der Volksrepublik China sowie von 2004 bis 2006 Generalkonsul in New York City war.

## Leben
Kjell Yngve Anneling, Sohn von Carl Andersson und dessen Ehefrau Ingeborg Hallberg, begann nach dem Schulbesuch ein Studium der Zivilökonomie an der Handelshochschule Göteborg (Handelshögskolan i Göteborg), welches er 1963 beendete. Daraufhin trat er 1963 als Attaché in den diplomatischen Dienst des Außenministeriums (Utenriksdepartementet) und war zunächst an der Botschaft in Norwegen tätig, ehe er nach seiner Beförderung zum Legationssekretär von 1965 bis 1968 Verwendung an der Botschaft in der Demokratischen Republik Kongo fand. Nach seiner Rückkehr wurde er 1968 Kanzleisekretär (Kanslisekreterare) und 1971 Ministerialsekretär (Departementssekreterare) im Außenministerium. Im Anschluss war er von 1973 bis 1975 Erster Sekretär an der Botschaft in Griechenland sowie anschließend zwischen 1975 und 1977 zunächst Botschaftsrat an der Botschaft in Bangladesch, ehe er von 1977 bis 1979 Botschaftsrat an der Botschaft auf den Philippinen war. Er war von 1979 bis 1983 Gesandter (Minister) an der Botschaft in Norwegen und wurde für seine dortigen Verdienste 1. Juli 1983 Kommandeur des norwegischen Sankt-Olav-Ordens. Anschließend war er zwischen 1983 und 1987 als Ministerialrat (Departementsråd) Leiter einer Abteilung im Außenministerium.
1987 löste Anneling Christer Sylvén als Botschafter in Neuseeland ab und war als solcher mit Amtssitz in Wellington bis zu seiner Ablösung durch Hans Andén 1990 zugleich auch als Botschafter in Fidschi, Tonga und Westsamoa akkreditiert. Er war nach seiner Rückkehr zwischen 1990 und 1993 Expeditionsschef und war damit als oberster Beamter des Außenministeriums verantwortlich für die rechtmäßige, konsequente und einheitliche Handhabung der Verwaltungsangelegenheiten. Daraufhin übernahm er 1993 von Lennart Bodström den Posten als Botschafter in Norwegen und bekleidete das Amt in Oslo bis 1997, woraufhin Magnus Vahlqvist seine Nachfolge antrat. Am 1. Juli 1997 wurde ihm das Großkreuz des Verdienstordens von Norwegen verliehen.
Als Nachfolger von Sven Linder wurde Kjell Anneling 1997 zum Botschafter in der Volksrepublik China mit Amtssitz in Peking ernannt und war in dieser Funktion bis zu seiner Ablösung durch Börje Ljunggren 2002 auch als Botschafter in der Mongolei und Nordkorea akkreditiert. Während seiner Amtszeit kam es 2001 zur Ausweisung schwedischer Demonstranten aus der Volksrepublik China wegen deren Protest gegen die Behandlung der Falun Gong. Er selbst war daraufhin von 2002 bis 2004 zunächst Wirtschaftskoordinator im Ministerium für Wirtschaft, Handel und Industrie sowie daraufhin als Nachfolger von Olle Wästberg zwischen 2004 und seiner Ablösung durch Ulf Hjertonsson 2006 noch Generalkonsul in New York City. Anlässlich des 60. Jahrestages des Verschollens des Diplomaten Raoul Wallenberg hielt er 2007 eine Gedenkrede. Er war darüber hinaus als Nachfolger von Olof G. Tandberg von 2009 bis 2018 Vorsitzender der Schwedisch-Norwegischen Vereinigung SNF (Svensk-norska föreningen) und wurde im Anschluss von Håkon-Stein Korshavn abgelöst.
Kjell Anneling heiratete 1965 Birgit Hahn (* 1937), Tochter von Fregattenkapitän Klaus Friedrich Hahn und Margit Walter.